# Скалера (Потенца)
Скалера (итал. Scalera) је насеље у Италији у округу Потенца, региону Базиликата.
Према процени из 2011. у насељу је живело 548 становника. Насеље се налази на надморској висини од 668 м.